# Liste der Naturdenkmale in Schonach im Schwarzwald
| Naturdenkmale | Anzahl |
| ------------- | ------ |
| FND           | 5      |
| END           | 1      |
| Gesamt        | 6      |

Die Liste der Naturdenkmale in Schonach im Schwarzwald nennt die verordneten Naturdenkmale (ND) der im baden-württembergischen Schwarzwald-Baar-Kreis liegenden Gemeinde Schonach im Schwarzwald. In Schonach im Schwarzwald gibt es insgesamt sechs als Naturdenkmal geschützte Objekte, davon fünf flächenhafte Naturdenkmale (FND) und ein Einzelgebilde-Naturdenkmal (END).
Stand: 1. November 2016.

## Flächenhafte Naturdenkmale (FND)
| Name                           | Bild | Kennung     | Einzelheiten            | Position | Fläche Hektar | Datum         |
| ------------------------------ | ---- | ----------- | ----------------------- | -------- | ------------- | ------------- |
| Felsengruppe Blindenstein      | BW   | 83260550002 | Schonach im Schwarzwald | ⊙        | 0,0           | 10. Dez. 1950 |
| Felsengruppe Gaisfelsen        | BW   | 83260550003 | Schonach im Schwarzwald | ⊙        | 0,0           | 10. Dez. 1950 |
| Felsengruppe, Waldhäuselfelsen | BW   | 83260550006 | Schonach im Schwarzwald | ⊙        | 0,0           | 25. Okt. 1973 |
| Felsgruppe Geistfelsen         | BW   | 83260550004 | Schonach im Schwarzwald | ⊙        | 0,0           | 10. Dez. 1950 |
| Schanze, Rohrhardsbergschanze  | BW   | 83260550001 | Schonach im Schwarzwald | ⊙        | 0,0           | 10. Dez. 1950 |
| Legende für Naturdenkmal       |      |             |                         |          |               |               |

## Einzelgebilde (END)
| Name                       | Bild | Kennung     | Einzelheiten            | Position | Fläche Hektar | Datum         |
| -------------------------- | ---- | ----------- | ----------------------- | -------- | ------------- | ------------- |
| Unterhauslinden – 3 Linden | BW   | 83260550005 | Schonach im Schwarzwald | ⊙        | 0,0           | 25. Okt. 1973 |
| Legende für Naturdenkmal   |      |             |                         |          |               |               |